# Giorgia Benecchi
Giorgia Benecchi (Parma, 9 luglio 1989) è un'astista ed ex ginnasta italiana.
Nella ginnastica artistica è stata vincitrice di due medaglie d'oro al Festival olimpico della gioventù europea e di due titoli nazionali assoluti. Invece nell'atletica leggera ha vinto due titoli italiani assoluti (uno outdoor ed un altro indoor) e sette volte è stata vicecampionessa (quattro indoor e tre all'aperto); inoltre ha vinto anche due titoli nazionali universitari e tre italiani giovanili.

## Biografia

### La ginnastica artistica
Come molte astiste, la Benecchi è proveniente dalla ginnastica artistica, che ha praticato dal 1995 fino al 2004 anno in cui, a causa di un infortunio al collo occorsole in allenamento mentre eseguiva una diagonale combinata a corpo libero, ha dovuto interrompere l'attività di ginnasta, abbandonando quindi anche la Nazionale italiana juniores di cui faceva parte e con cui aveva ottenuto importanti successi.
Partecipa ai campionati di categoria a Lavagna nella categoria allieve 2º grado dove arriva con 33.875 punti in quarta posizione dietro a Guendalina Salvi, Francesca Benolli e Roberta Galante.

#### 2002: esordio europeo
Partecipa con le compagne ad Acireale ad un incontro internazionale con Francia e Spagna, la squadra italiana che oltre a lei comprende Marika Pestrin, Giuseppina Cozzolino e Michela Merzario, con 101.388 punti vince la medaglia d'oro.
Nel 2002 esordisce ai Campionati europei di ginnastica artistica come componente della Nazionale italiana juniores. La squadra si classifica al sesto posto.
Ai Campionati italiani assoluti, vince una medaglia d'argento al corpo libero; si classifica al quarto posto nel concorso generale ed al volteggio, e al quinto posto alle parallele asimmetriche.

#### 2003: due titoli nazionali e la Medaglia al Valore Atletico
Nel 2003 agli Assoluti Giorgia Benecchi vince la medaglia d'oro alle parallele ed al volteggio. Questi successi le hanno valso la Medaglia di bronzo al valore atletico per l'anno 2003. Nel concorso generale si classifica al 4º posto, con 35,100 punti, davanti a Vanessa Ferrari (34,925).
Partecipa alla 7ª edizione del Festival olimpico della gioventù europea, a Parigi. Qui ottiene il 5º posto con la squadra della Nazionale composta da Ilaria Rosso e Francesca Benolli; nella finale all-around individuale si classifica al 5º posto (35,075 punti), a più di un 1 punto di vantaggio sulla connazionale Francesca Benolli (33,975). Nelle finali ad attrezzo vince due medaglie d'oro, al volteggio (9,281) ed al corpo libero (9,163); una medaglia d'argento alle parallele asimmetriche (9,287), dietro alla ucraina Dariya Zgoba (9,575); alla trave non riesce a giungere al podio, classificandosi al quarto posto.
Con la squadra della Polisportiva Coop Consumatori Nordest Parma, partecipa alla Coppa Europa di club a Dunkerque in Francia, con le compagne di squadra Ilaria Rosso e Chiara Giuliani.

#### 2004: i mancati Europei
Nel 2004, Giorgia Benecchi gareggia in serie A1 con la Polisportiva Coop Consumatori Nordest Parma.
Viene convocata per partecipare ai Campionati europei di Amsterdam nei Paesi Bassi nella Nazionale juniores, insieme alle compagne Vanessa Ferrari, Francesca Benolli, Roberta Galante e Federica Macrì: la Nazionale vince la medaglia di bronzo nel concorso a squadre (105,972 punti), ma la ginnasta parmense non gareggia a causa della frattura del malleolo tibiale poche ore prima dell'inizio della competizione.

### L'atletica leggera

#### Società di militanza e prime medaglie ai campionati italiani
Dal 2005 ha iniziato a dedicarsi all'atletica leggera, gareggiando per il CUS Parma, sotto la guida di Matteo Bini. Dal novembre 2010, lei gareggia per il Centro Sportivo dell'Esercito ed è allenata dall'astista Matteo Rubbiani.
Prima medaglia ai campionati italiani nel 2006 con l'argento agli allievi indoor; poi tre piazzamenti: 13ª agli assoluti indoor, 17ª agli assoluti e 5ª agli italiani allieve.
Risultato uguale tra indoor ed outdoor ai campionati italiani juniores ed a quelli assoluti nel 2007: doppia medaglia di bronzo ai nazionali juniores e doppio tredicesimo posto agli assoluti.

#### 2008-2010: prime rassegne internazionali e i titoli nazionali universitari
Nel 2008 è stata vicecampionessa italiana juniores sia al coperto che all'aperto; agli assoluti indoor è giunta ottava, mentre agli assoluti è stata non classificata in finale perché non ha piazzato nessuna misura valida.
In ambito internazionale ha gareggiato a Rabat (Marocco) nella Coppa del Mediterraneo Ovest juniores arrivando quinta, mentre ai Mondiali juniores, a Bydgoszcz in Polonia, è giunta diciassettesima.
Due medaglie nel 2009: argento agli italiani promesse indoor ed oro ai nazionali universitari; nono posto agli assoluti indoor e doppio quarto posto agli italiani promesse ed agli assoluti. Sedicesima a Kaunas (Lituania) per gli Europei under 23.
Cinque medaglie con tre titoli italiani nel 2010: campionessa promesse sia indoor che outdoor e vincitrice anche del titolo nazionale universitario; doppia medaglia d'argento agli assoluti indoor ed outdoor.

#### 2011-2015: presenze nella Nazionale assoluta e titoli italiani assoluti
Tre medaglie ai campionati italiani del 2011: oro agli italiani promesse indoor, argento sia agli assoluti indoor che ai nazionali promesse ed infine sesto posto agli assoluti. Ventesima posizione agli Europei indoor (in Francia a Parigi) e decima agli Europei under 23 ad Ostrava (Repubblica Ceca).
Nel 2012 diventa due volte vicecampionessa italiana assoluta, prima al coperto e poi a quelli outdoor.
L'anno dopo accade il contrario: nel 2013 infatti prima è vicecampionessa assoluta indoor e poi vince il primo titolo italiano all'aperto.

Partecipazione a 3 manifestazioni internazionali: Europei indoor in Svezia a Göteborg (20ª), Giochi del Mediterraneo a Mersin in Turchia (5ª) ed Universiadi in Russia a Kazan(8ª).
Titolo italiano assoluto indoor 2014 e vicecampionessa all'aperto.
Due volte quarto posto nel 2015 sia agli assoluti indoor che a quelli outdoor.
Nel 2013 ha stabilito il suo record personale assoluto (4,40 m) in una competizione indoor migliorando quello dell'anno precedente di 4,35 m ottenuto outdoor.

## Atletica leggera

### Progressione

#### Salto con l'asta
| Stagione | Misura | Luogo          | Data      | Rank. Mond. |
| -------- | ------ | -------------- | --------- | ----------- |
| 2015     | 4,20 m | Besana Brianza | 28-5-2015 |             |
| 2014     | 4,25 m | Velenje        | 1-7-2014  |             |
| 2013     | 4,30 m | Parma          | 29-5-2013 |             |
| 2012     | 4,35 m | Modena         | 19-6-2012 |             |
| 2011     | 4,20 m | Sulmona        | 25-9-2011 |             |
| 2010     | 4,20 m | Campobasso     | 28-5-2010 |             |
| 2009     | 4,10 m | Scandiano      | 16-6-2009 |             |
| 2008     | 3,95 m | Ferrara        | 5-6-2008  |             |
| 2007     | 3,60 m | Modena         | 20-5-2007 |             |
| 2006     | 3,65 m | Castelcovati   | 18-6-2006 |             |
| 2005     | 3,20 m | Scandiano      | 20-9-2005 |             |

#### Salto con l'asta indoor
| Stagione | Misura | Luogo  | Data      | Rank. Mond. |
| -------- | ------ | ------ | --------- | ----------- |
| 2015     | 4,20 m | Padova | 14-2-2015 |             |
| 2014     | 4,30 m | Ancona | 23-2-2014 |             |
| 2013     | 4,40 m | Ancona | 17-2-2013 |             |
| 2012     | 4,20 m | Ancona | 26-2-2012 |             |
| 2011     | 4,35 m | Aosta  | 29-1-2011 |             |
| 2010     | 4,36 m | Ancona | 14-2-2010 |             |
| 2009     | 3,90 m | Ancona | 15-2-2009 |             |
| 2008     | 3,80 m | Modena | 3-2-2008  |             |
| 2007     | 3,70 m | Modena | 28-1-2007 |             |
| 2006     | 3,55 m | Modena | 5-3-2006  |             |

### Palmarès
| Anno | Manifestazione          | Sede      | Evento           | Risultato | Misura | Note          |
| ---- | ----------------------- | --------- | ---------------- | --------- | ------ | ------------- |
| 2008 | Mondiali juniores       | Bydgoszcz | Salto con l'asta | 17ª       | 3,65 m | [ 19 ]        |
| 2009 | Europei under 23        | Kaunas    | Salto con l'asta | 16ª       | 4,00 m | [ 20 ]        |
| 2011 | Europei indoor          | Parigi    | Salto con l'asta | 20ª       | 3,90 m | [ 21 ]        |
| 2011 | Europei under 23        | Ostrava   | Salto con l'asta | 10ª       | 3,90 m | [ 22 ] [ 23 ] |
| 2013 | Europei indoor          | Göteborg  | Salto con l'asta | 20ª (q)   | 4,16 m | [ 24 ]        |
| 2013 | Giochi del Mediterraneo | Mersin    | Salto con l'asta | 5ª        | 4,30 m | [ 24 ]        |
| 2013 | Universiadi             | Kazan'    | Salto con l'asta | 8ª        | 4,20 m | [ 25 ]        |

### Campionati nazionali
- 1 volta campionessa assoluta del salto con l'asta (2013)
- 1 volta campionessa assoluta indoor del salto con l'asta (2014)
- 2 volte campionessa universitaria del salto con l'asta (2009, 2010)
- 1 volta campionessa promesse del salto con l'asta (2010)
- 2 volte campionessa promesse indoor del salto con l'asta (2010, 2011)

2006
- Argento ai Campionati italiani allievi-juniores-promesse indoor, (Ancona), salto con l'asta - 3,45 m[26]
- 13ª ai Campionati italiani assoluti indoor, (Ancona), salto con l'asta - 3,40 m[27]
- 17ª ai Campionati italiani assoluti,(Torino), salto con l'asta - 3,20 m[28]
- 5ª ai Campionati italiani allievi e allieve, (Fano), salto con l'asta - 3,40 m[29]

2007
- 13ª ai Campionati italiani assoluti indoor, (Ancona), salto con l'asta - 3,60 m[30]
- Bronzo ai Campionati italiani allievi-juniores-promesse indoor, (Genova), salto con l'asta - 3,60 m[31]
- Bronzo ai Campionati italiani juniores e promesse, (Bressanone), salto con l'asta - 3,50 m[32]
- 13ª ai Campionati italiani assoluti,(Padova), salto con l'asta - 3,50 m[33]

2008
- Argento ai Campionati italiani allievi-juniores-promesse indoor, (Ancona), salto con l'asta - 3,75 m[34]
- 8ª ai Campionati italiani assoluti indoor, (Genova), salto con l'asta - 3,70 m[35]
- Argento ai Campionati italiani juniores e promesse, (Torino), salto con l'asta - 3,75 m[36]
- In finale ai Campionati italiani assoluti, (Cagliari), salto con l'asta - NCL[37]

2009
- Argento ai Campionati italiani allievi-juniores-promesse indoor, (Ancona), salto con l'asta - 3,90 m[38]
- 9ª ai Campionati italiani assoluti indoor, (Torino), salto con l'asta - 3,60 m[39]
- Oro ai Campionati nazionali universitari, (Lignano Sabbiadoro), salto con l'asta - 4,00 m[40]
- 4ª ai Campionati italiani juniores e promesse, (Rieti), salto con l'asta - 3,90 m[41]
- 4ª ai Campionati italiani assoluti, (Milano), salto con l'asta - 4,00 m[42]

2010
- Oro ai Campionati italiani allievi-juniores-promesse indoor, (Ancona), salto con l'asta - 4,36 m[43]
- Argento ai Campionati italiani assoluti indoor, (Ancona), salto con l'asta - 4,30 m[44]
- Oro ai Campionati nazionali universitari, (Campobasso), salto con l'asta - 4,20 m[45]
- Oro ai Campionati italiani juniores e promesse, (Pescara), salto con l'asta - 4,00 m[46]
- Argento ai Campionati italiani assoluti, (Grosseto), salto con l'asta - 4,00 m[47]

2011
- Oro ai Campionati italiani allievi-juniores-promesse indoor, (Ancona), salto con l'asta - 4,10 m[48]
- Argento ai Campionati italiani assoluti indoor, (Ancona), salto con l'asta - 4,25 m[49]
- Argento ai Campionati italiani juniores e promesse, (Bressanone), salto con l'asta - 4,00 m[50]
- 6ª ai Campionati italiani assoluti, (Torino), salto con l'asta - 3,95 m[51]

2012
- Argento ai Campionati italiani assoluti indoor, (Ancona), salto con l'asta - 4,20 m[52]
- Argento ai Campionati italiani assoluti, (Bressanone), salto con l'asta - 4,20 m[53]

2013
- Argento ai Campionati italiani assoluti e promesse indoor, (Ancona), salto con l'asta - 4,40 m[54]
- Oro ai Campionati italiani assoluti, (Milano), salto con l'asta - 4,20 m[55]

2014
- Oro ai Campionati italiani assoluti indoor, (Ancona), salto con l'asta - 4,30 m[56]
- Argento ai Campionati italiani assoluti, (Rovereto), salto con l'asta - 4,25 m[57]

2015
- 4ª ai Campionati italiani assoluti indoor, (Padova), salto con l'asta - 4,00 m[58]
- 4ª ai Campionati italiani assoluti, (Torino), salto con l'asta - 4,05 m[59]

### Altre competizioni internazionali
2008
- 5ª nell'Incontro internazionale juniores indoor Francia- Germania-Italia, ( Halle), salto con l'asta - 3,60 m[19]
- 5ª nella Coppa del Mediterraneo Ovest juniores, ( Rabat), salto con l'asta - 3,60 m[19]

2010
- Bronzo al Meeting Indoor Classic, ( Vienna), salto con l'asta - 4,23 m[60]
- 5ª al XXIII Memorial "Georges Caillat", ( Ginevra), salto con l'asta - 4,00 m[61]

2011
- Oro al Meeting Indoor Classic, ( Vienna), salto con l'asta - 4,23 m[62]
- 4ª nella Coppa dei Campioni per club, ( Vila Real de Santo António), salto con l'asta - 3,60 m[63]

2012
- Argento al Gugl Indoor Meeting, ( Linz), salto con l'asta - 4,15 m[64]
- Bronzo nella Coppa dei Campioni per club, ( Vila Real de Santo António), salto con l'asta - 3,90 m[63]

2014
- Bronzo al Meeting Indoor Classic, ( Vienna), salto con l'asta - 4,16 m[65]
- 5ª al XIX Meeting Internazionale di Velenje, ( Velenje), salto con l'asta - 4,25 m[66]
- Argento al XXVII Memorial "Georges Caillat", ( Ginevra), salto con l'asta - 4,25 m[67]

2015
- 5ª al Meeting Gugl Indoor Meeting, ( Linz), salto con l'asta - 4,05 m[68]